# محمد سقائی
محمد سقائی نمایندهٔ دورهٔ نهم مجلس شورای اسلامی و دبیر دوم کمیسیون برنامه و بودجه و محاسبات مجلس شورای اسلامی از حوزهٔ انتخابیهٔ نیریز و استهبان در استان فارس است.